# شطرنج زنان در استرالیا

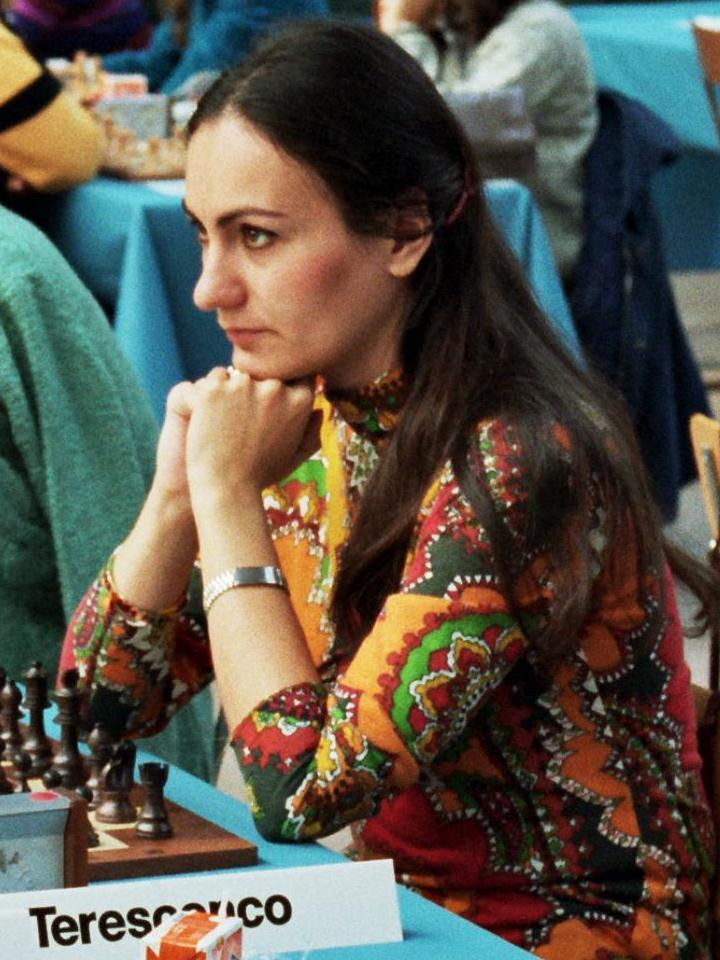
دانیلا نوتو-گاجیک از آدلاید، استرالیای جنوبی (اصالتا از تیمسارا، رومانی) در المپیاد شطرنج ۱۹۸۲ در لوسرن، سوئیس

شطرنج زنان در استرالیا از دههٔ ۱۹۳۰ آغاز شده است. این مسابقات تا سال ۱۹۳۴ در سطح دولتی برگزار می‌شد.

## تاریخچه
در طول دههٔ ۱۹۳۰، زنان به انجام بازی شطرنج تشویق می‌شدند؛ زیرا این ورزش به عنوان پلی برای قمار دیده نمی‌شد. در سال ۱۹۴۰، مطالعه‌ای بر روی ۳۱۴ زن در نیوزیلند و استرالیا انجام شد. بیشتر زنان حاضر در این مطالعه از طبقهٔ متوسط، محافظه‌کار، پروتستان و سفیدپوست بودند. این مطالعه نشان داد که از این بین، ۱۸۳ نفر ورزش می‌کنند. شطرنج با ۳ نفر، نهمین ورزش محبوبی شد که این زنان در آن شرکت کردند. این ورزش با کروکت، بیلیارد، شطرنج، ماهیگیری، هاکی روی چمن، سوارکاری، اسکواش، تنیس روی میز و تیراندازی در یک رده قرار می‌گرفت.

## شطرنج رقابتی
تا دههٔ ۱۹۴۰ مسابقات قهرمانی شطرنج برای زنان برگزار می‌شد. مسابقات قهرمانی زنان نیو ساوت ولز در سال‌های ۱۹۳۶، ۱۹۳۹ و ۱۹۴۱ برگزار شد.

## رقابت
همانند ژانویهٔ ۲۰۱۵، بازیکنان زیر برترین بازیکنان زن استرالیا هستند:
1. جیانگ نگوین
2. ایرینا برزینا
3. هدر ریچاردز
4. آریانه کائویلی
5. بیلیانا دکیچ

شطرنج‌بازان برتر زن استرالیا که دیگر در این رقابت‌ها شرکت نمی‌کنند عبارتند از: آریانه کائویلی، کاترین آلادجووا، لورا مویلان، دانیلا نوتو-گاجیک و نان فن-کوشنیتسکی.

## قهرمانان زن استرالیا
مسابقات قهرمانی شطرنج زنان استرالیا از سال ۱۹۹۹ به دلیل عدم توجه فدراسیون شطرنج استرالیا و بازیکنان برتر زنان آن زمان برگزار نشده است. در حال حاضر، عنوان «قهرمان زنان استرالیا» با توجه به شرایط موجود، به برترین زن مسابقات دوسالانه آزاد استرالیا اهدا می‌شود.
- لیا رایس
- جولیا ریجانووا
- الکساندرا جول
- هدر ریچاردز
- اسلاویکا سارای
- نارل شوویگس
- ایرینا فلدمن
- نان فن-کوشنیتسکی
- بیلینا دکیچ و نان فن-کوشنیتسکی
- دانیلا نوتو-گاجیک
- کاترین آلادجووا-ویلز
- جوزی رایت
- کارین کریگ
- جوزی رایت
- ان اسلاووتینک
- ان اسلاووتینک
- ماریون مک گراث
- لیندا پوپ
- ماریون مک گراث
- نارل کلنر
- نارل کلنر
- ماریون مک گراث
- ماریون مک گراث